# Ізотіоціанати

Загальна структура ізотіоціанатів

І́зоті́оціана́ти, íзороданíди (рос. изотиоцианаты, [изороданиды, горчичные масла] , англ. isothiocyanates) — хімічні сполуки, що містять ізотіоціанатну групу -N=C=S.
Сполуки мають слабкі осно́вні властивості. Зі спиртами утворюють тіокарбамати, з меркаптанами — дитіоуретани, з амінами — похідні тіокарбаміду, при нагріванні з кислотами гідролізуються до амінів, вступають у реакцію Фріделя — Крафтса з ароматичними вуглеводнями, утворюючи тіоаміди.